# Bisbat de Dallas
El bisbat de Dallas' (anglès: Diocese of Dallas, llatí: Dioecesis Dallasensis) és una seu de l'Església Catòlica als Estats Units, sufragània de l'Arquebisbat de San Antonio, que pertany a la regió eclesiàstica X (AR, OK, TX). El 2013 tenia 1.165.582 batejats sobre una població de 3.847.430 habitants. Actualment està regida pel bisbe Edward James Burns.

## Territori
La diòcesi comprèn nou comtat a la part septentrional de Texas, als Estats Units: Collin, Dallas, Ellis, Fannin, Grayson, Hunt, Kaufman, Navarro e Rockwall.
La seu episcopal és la ciutat de Dallas, on es troba la catedral de santuari de Guadalupe.
El territori s'estén sobre 19.475  km², i està dividit en 74 parròquies.

## Història
La història catòlica de Dallas va començar molt abans de la creació formal de la diòcesi. A la ciutat de Dallas van instal·lar-se gent de Kentucky, Illinois i Indiana, així com immigrants estrangers i afroamericans. La població catòlica, però, no era considerable: en una data tan tardana com 1868 només hi havia una família catòlica que viu a la zona. Els membres d'aquesta família rebien el ministeri dels sacerdots d'un assentament catòlic irlandès, St Paul, al comtat de Collin. Un cert pare Joseph Martinere, més tard, un prelat domèstic i vicari general de la diòcesi, sovint va realitzar viatges de més de centenars de milles a través de pantà i bosc per arribar a la zona.
La diòcesi va ser erigida el 15 de juliol de 1890 mitjançant la butlla Romani Pontifices del Papa Lleó XIII, prenent territori de les porcions del nord i nord-oest de la diòcesi de Galveston. El seu primer bisbe va ser Thomas Francis Brennan, un irlandès que va servir a la diòcesi durant dos anys abans de ser traslladat a Roma. El territori diocesà es va ampliar el 1891 i el 1892, incorporant territori del vicariat apostòlic d'Arizona (avui bisbat de Tucson). El 1892 la població catòlica de la diòcesi havia augmentat a 15.000 persones, i hi havia 30 sacerdots. El catolicisme a la zona va continuar creixent a causa de la immigració, com a catòlics van arribar a la zona dels estats del nord, i per 1908 hi havia 83 sacerdots que servien a una població estimada de 60.000 Catòlica.
El segon bisbe de la diòcesi, Edward Dunne, era un immigrant irlandès als Estats Units. Va ser bisbe des de 1894 fins a la seva mort el 1910. Va ser sota el seu episcopat que la diòcesi va construir la seva catedral, que l'edició de 1908 de l'Enciclopèdia Catòlica diu «la veritat és que és la millor en el Sud-oest Units». Dunne també va obrir diverses institucions educatives, incloent-hi el Holy Trinity College (més tard rebatejat com a Universitat de Dallas). Va establir St Paul Sanatori (més tard conegut com St. Paul Medical Center abans de ser demolit) a Dallas i St. Anthony's Sanitarium, que va ser el primer hospital d'Amarillo. Durant els seus setze anys com a bisbe, el nombre d'esglésies va augmentar de vint-de vuit a noranta, i la població catòlica es va triplicar en grandària.
Joseph Lynch va ser el tercer bisbe de la diòcesi. Els seus 43 anys, des de 1911 fins a 1954, com a bisbe comprenen el terme més llarg de qualsevol bisbe als Estats Units. La carrera episcopal del bisbe Lynch va veure la fundació de 108 parròquies catòliques, tot i que també va veure com perdia territori amb la creació de la diòcesi de El Paso (3 de març de 1914), Amarillo (3 d'agost de 1926) i Austin (15 de novembre de 1947). El 20 d'octubre de 1953, el nom de la diòcesi va ser canviat pel de diòcesi de Dallas-Fort Worth. La diòcesi tornaria al seu antic nom amb la creació de la diòcesi de Fort Worth, el 9 d'agost de 1969.
La cursa episcopal de Thomas Gorman (1954–1969) va veure la reactivació del diari Texas Catholic, que havia estat suspès des de 1894. Es van construir vint escoles parroquials en els seus quinze anys com a bisbe, així com vint noves parròquies. El 16 d'octubre de 1961 cedí una nova porció de territori per tal que s'erigís la diòcesi de San Angelo. En el següent període de el següent bisbe, Thomas Tschoepe, va veure la diòcesi perdre territori per a la diòcesi de Tyler (12 de desembre de 1986), però encara més el creixement va ser marcat en el pròxim bisbe, Charles Victor Grahmann, ja que la població catòlica de la diòcesi es va expandir de 200.000 a gairebé un milió entre 1990 i 2007. La diòcesi de Dallas no va quedar al marge de l'escàndol dels casos d'abús sexual, com un jurat li va atorgar 120 milions de dòlars de la diòcesi a les víctimes en un cas de 1997 que impliquen a Rudy Kos, un sacerdot de la diòcesi que des de llavors havia estat secularitzat.
La diocesi è stata coinvolta nello scandalo degli abusi sessuali su otto chierichietti, abusati per undici anni dal sacerdote diocesano Rudolph Kos, sospeso da ogni incarico nel 1992 e successivamente condannato all'ergastolo. Una delle vittime ha commesso suicidio. La diocesi era stata condannata a pagare 119 milioni di dollari, ma tale cifra avrebbe portato alla bancarotta; nel 1998 raggiunse un accordo con le vittime, cui sono andati 23 milioni di dollari, ottenuti grazie alla vendita di proprietà diocesane.
El següent bisbe de Dallas va ser Kevin Farrell, que va ser nomenat el 6 de març de 2007, i instal·lat l'1 de maig de 2007. El 2010, el Papa Benet XVI va nomenar J. Douglas Deshotel i Mark J. Seitz com a bisbes auxiliars de la diòcesi de Dallas. Van ser consagrats el 27 d'abril de 2010, pel bisbe Farrell, que va ser assistit pel bisbe emèrit Charles Grahmann i per Michael Duca, bisbe de Shreveport. Deshotel més tard es va convertir en el bisbe de Lafayette, a Louisiana, mentre que Seitz va esdevenir el bisbe de El Paso. Gregory Kelly es va convertir en el següent bisbe auxiliar en 2016. Més tard, el 2016, Farrell va ser nomenat prefecte del nou dicasteri per als Laics, Família i Vida. El seu trasllat al Vaticà va deixar la diòcesi sense bisbe fins que el Papa Francesc va nomenar ladiòcesi de Juneau Edward J. Burns com a nou bisbe.

## Cronologia episcopal
- Thomas Francis Brennan † (9 de gener de 1891 - 17 de novembre de 1892 renuncià)
- Edward Joseph Dunne † (24 de setembre de 1893 - 5 d'agost de 1910 mort)
- Joseph Patrick Lynch † (8 de juny de 1911 - 19 d'agost de 1954 mort)
- Thomas Kiely Gorman † (29 d'agost de 1954 - 22 d'agost de 1969 jubilat)
- Thomas Ambrose Tschoepe † (27 d'agost de 1969 - 14 de juliol de 1990 jubilat)
- Charles Victor Grahmann (14 de juliol de 1990 - 6 de març de 2007 jubilat)
- Kevin Joseph Farrell (6 de març de 2007 - 15 d'agost de 2016 nomenat prefecte del Dicasteri pels laixcs, la família i la vida)
- Edward James Burns, des del 13 de desembre de 2016

## Estadístiques
A finals del 2013, la diòcesi tenia 1.165.582 batejats sobre una població de 3.847.430 persones, equivalent al 30,3% del total.
| any  | població  | població  | població | sacerdots | sacerdots       | sacerdots       | sacerdots             | diaques | religiosos | religiosos | parròquies |
| ---- | --------- | --------- | -------- | --------- | --------------- | --------------- | --------------------- | ------- | ---------- | ---------- | ---------- |
| any  | batejats  | total     | %        | total     | clergat secular | clergat regular | batejats por sacerdot | diaques | homes      | dones      |            |
| 1950 | 67.069    | 2.800.000 | 2,4      | 155       | 81              | 74              | 432                   |         | 37         | 555        | 139        |
| 1966 | 157.500   | 3.150.000 | 5,0      | 301       | 145             | 156             | 523                   |         |            |            | 94         |
| 1970 | 108.986   | 2.139.900 | 5,1      | 190       | 84              | 106             | 573                   |         | 121        | 481        | 53         |
| 1976 | 123.453   | 2.487.100 | 5,0      | 208       | 93              | 115             | 593                   | 26      | 127        | 376        | 56         |
| 1980 | 165.483   | 2.778.656 | 6,0      | 198       | 94              | 104             | 835                   | 100     | 104        | 355        | 61         |
| 1990 | 212.264   | 2.532.627 | 8,4      | 178       | 104             | 74              | 1.192                 | 93      | 74         | 201        | 63         |
| 1999 | 555.172   | 2.971.699 | 18,7     | 184       | 100             | 84              | 3.017                 | 139     | 6          | 158        | 65         |
| 2000 | 605.457   | 2.990.703 | 20,2     | 198       | 121             | 77              | 3.057                 | 137     | 97         | 166        | 72         |
| 2001 | 630.156   | 2.979.840 | 21,1     | 197       | 125             | 72              | 3.198                 | 154     | 81         | 153        | 65         |
| 2002 | 843.167   | 3.200.064 | 26,3     | 200       | 125             | 75              | 4.215                 | 152     | 99         | 155        | 70         |
| 2003 | 854.181   | 3.247.837 | 26,3     | 171       | 97              | 74              | 4.995                 | 162     | 83         | 146        | 67         |
| 2004 | 930.352   | 3.371.300 | 27,6     | 198       | 122             | 76              | 4.698                 | 145     | 96         | 146        | 67         |
| 2006 | 955.298   | 3.473.568 | 27,5     | 197       | 122             | 75              | 4.849                 | 152     | 98         | 127        | 67         |
| 2013 | 1.165.582 | 3.847.430 | 30,3     | 213       | 129             | 84              | 5.472                 | 144     | 101        | 104        | 74         |

## Escut d'armes

L'escut de la diòcesi

L'escut d'armes de la diòcesi té un camp vermell en honor del Sagrat Cor de Jesús. La banda diagonal blanca representa el riu Trinity, situat dins de la diòcesi (la col·locació de la banda, des de la part superior esquerra a la inferior dreta, s'assembla bastant a la direcció nord-oest-sud-est del riu porta a través de l'estat).
Les flors de lis dins de la banda estan en honor del Papa Lleó XIII (que era el Papa quan es va establir la diòcesi), i van ser preses del seu escut d'armes. La flor de lis es repeteix tres vegades per representar a la Santíssima Trinitat.
L'estrella solitària representa Dallas i també ret homenatge al sobrenom de Texas, "The Lone Star State" ("L'estat de l'estrella solitària").
Les dues espases són en honor de Sant Pau, que és el sant patró de la primera població catòlica al nord-est de Texas.
El blasó heràldic formal per l'escut d'armes és el següent: «en camp de gules, en una faixa per corba ondulada argent tres flors de lis d'atzur; en el cap sinistre dues espases creuades en argent, a la base destra un molet en plata»